# Волт Фрејжер
Волт "Клајд" Фрејжер Млађи (енгл. Walter "Clyde" Frazier Jr.; Атланта, Џорџија, 29. март 1945) бивши је амерички кошаркаш. Играо је на позицији плејмејкера. Поседовао је сјајан преглед игре, брзину и изузетну висину за бека (1,93 цм).

## Успеси

### Клупски
- Њујорк никси:
  - НБА (2): 1969/70, 1972/73.

### Појединачни
- НБА ол-стар меч (7): 1970, 1971, 1972, 1973, 1974, 1975, 1976.
- Најкориснији играч НБА ол-стар меча (1): 1975.
- Идеални тим НБА — прва постава (4): 1969/70, 1971/72, 1973/74, 1974/75.
- Идеални тим НБА — друга постава (2): 1970/71, 1972/73.
- Идеални одбрамбени тим НБА — прва постава (7): 1968/69, 1969/70, 1970/71, 1971/72, 1972/73, 1973/74, 1974/75.
- Идеални тим новајлија НБА — прва постава: 1967/68.